# Alina Goreac
Alina Goreac (Lugos, Románia, 1952. szeptember 28. –) Európa-bajnoki ezüstérmes román szertornász, edző.
1970-ben felkerült a Nemzetközi Torna Szövetség Világszínvonalú tornászok listájára.

## Életpályája
Édesanyja Domnica Goreac a lugosi sportorvosi rendelő egészségügyi asszisztense volt.
Alina két másik testvére is tornász és tornaedző volt: Adrian Goreac tíz évig volt a román olimpiai válogatott edzője, Corneliu Goreac pedig Alinát is edzette.
Mielőtt tornázni kezdett, hároméves korában már balettozott Edith Potoceanu tanítványaként.
Aztán a lugosi 1. sz. iskola klubjában kezdett tornázni, ahol Tatiana és Titus Isar voltak az edzői.
1966-tól volt a junior válogatott tagja.
1969-ben igazolt a bukaresti Dinamo sportklubhoz, itt Emilia Vătășoiu-Liță, Petre Miclaus és Florin Stefanescu edzették.
A felnőtt válogatottban, melynek 1969-től 1979-ig volt tagja, edzői Emilia Vătășoiu-Liță, Nicolae Covaci, Atanasia Albu voltak.

### Juniorként
Első versenyén 1962-ben vett részt. 1966-tól volt a junior válogatott tagja. Országos junior bajnoki címet is szerzett.
1968-ban a Junior Friendship Tournamenten első helyezett volt ugrásban, harmadik a csapattal és egyéni összetettben, ötödik gerendán és hatodik talajon.

### Felnőttként

#### Országos eredmények
Első országos bajnoki címét 1966-ban gerendán szerezte. 1968-ban ugrásban, 1971-ben Anca Grigorașsal megosztva felemás korláton, 1973-ban felemás korláton és ugrásban, 1974-ben pedig egyéni összetettben volt országos bajnok.
1975-ben a csapattal nyert országos bajnoki címet.
1972-ben első helyezett volt a Román Tornatrófea versenyen.

#### Nemzetközi eredmények
Az 1971-es Balkán-bajnokságon gerendán Elena Ceampeleával osztozott a bajnoki címen, egyéni összetettben, felemás korláton és talajon pedig ezüstérmes volt.
Románia Nemzetközi bajnokságán 1972-ben első volt felemás korláton és második egyéni összetettben, 1975-ben első volt egyéni összetettben.
1973-ban az Amerikai Egyesült Államok–Románia kétoldalú találkozón egyéni összetettben és a csapattal is első helyen végzett. 1976-ban a Német Demokratikus Köztársaság–Románián a csapattal ismét első, egyéni összetettben pedig negyedik volt. Ugyanazon évben a Nagy-Britannia–Románián és az Amerikai Egyesült Államok–Románián is első helyen végzett a csapattal, továbbá harmadik, illetve hatodik helyen egyéni összetettben.
1977-ben az Universiadén egyéni összetettben és felemás korláton az első, gerendán a harmadik, talajon pedig a negyedik helyezést érte el.

##### Európa-bajnokság
Európa-bajnokságon három alkalommal szerepelt.
Először 1971-ben Minszkben, ahol egyéni összetettben tizennyolcadik helyen végzett.
Másodszor 1973-ban Londonban, ahol ezüstérmes volt egyéni összetettben, bronzérmes felemás korláton, illetve talajon, továbbá negyedik ugrásban.
Utolsó részvételén 1975-ben Skienben két bronzérmet szerzett, egyiket ugrásban, a másikat gerendán, illetve negyedik volt talajon és hatodik egyéni összetettben.

##### Világbajnokság
Világbajnokságon kétszer vett részt, érmet azonban nem sikerült szereznie, a legjobb eredménye egy-egy negyedik helyezés volt a csapattal, illetve ugrásban 1974-ben Várnában.
Első részvételén 1970-ben Ljubljanában ötödik volt a csapattal (Paula Ioan, Elisabeta Turcu, Elena Ceampelea, Olga Ştefan, Rodica Apăteanu) és harmincegyedik egyéni összetettben.
Másodszor, 1974-ben Várnában negyedik helyet sikerült szerezni a csapattal (Elena Ceampelea, Anca Grigoraș, Aurelia Dobre, Rodica Sabău, Paula Ioan) és ugrásban, ötödik volt gerendán és nyolcadik egyéni összetettben.

##### Olimpiai játékok
Karrierje során az olimpiai játékok egy kiadásán, az 1972. évi nyári olimpiai játékokon Münchenben vett részt, ahol a hatodik helyen végzett a csapattal (Elena Ceampelea, Anca Grigoraș, Elisabeta Turcu, Paula Ioan, Marcela Păunescu), valamint a harmincegyediken egyéni összetettben.

### Visszavonulása után
1980-ban vonult vissza. Ezután előbb a bukaresti Viitorul sportklubban, majd 1986-tól a szintén bukaresti Steaua sportklubban tevékenykedett edzőként, egészen 2011-ig.
Egyetemi tanulmányait 1973-ban kezdte meg a bukaresti Testnevelési és Sport Intézetben (jelenleg Nemzeti Testnevelési és Sport Egyetem), 1977-ben diplomázott.

## Díjak, kitüntetések
1968-ban és 1973-ban az Év Legjobb Női Tornásza volt.
A Nemzetközi Torna Szövetség 1970-ben felvette a Világszínvonalú tornászok listájára.
1970-ben megkapta a Sport Mestere, 1975-ben pedig a Kiváló Sportolói címet.
A Román Torna Szövetség 1975-ben és 1977-ben beválasztotta az év tíz legjobb női sportolója közé.
Eredményei elismeréseként kitüntették a Sport Érdemrend II. és I. osztályával is.
Szülővárosa, Lugos 2007-ben díszpolgárává avatta.